# ژان بوشه
ژان بوشه (به فرانسوی: Jean Bouchet) شاعر و مورخ قرن پانزدهم میلادی اهل فرانسه است.